# Фаянс, Казимир
Казими́р Фа́янс (англ. Kasimir Fajans; 1887–1975) — американский физико-химик, радиохимик польского-еврейского происхождения. Внёс большой вклад в развитие радиохимии, изучал роль ионной поляризации в характеристике элементов, их физических и химических свойств.

## Биография

### Жизнь в Европе
Казимир Фаянс родился в Варшаве, Польша, 27 мая 1887 года. Он был вторым ребёнком из пяти, родившихся у евреев Германа и Ванды (Вольберг) Фаянс. Их повседневным языком был польский, а не идиш.
У родителей были родственники, которые достигли успеха в различных сферах: науке, медицине, музыке, фотографии, были членами правительства, участвовали в польских патриотических движениях.
В детстве Фаянса несколько лет учили частные учителя на дому. Позже он перешёл в колледж, где был уклон на естественные науки. Поскольку Польша в тот период входила в состав Российской империи, во всех школах требовали использовать только русский язык, на польском говорить не разрешалось.
Первое событие, связанное с научной деятельностью Фаянса, произошло, когда ему было девять лет, во время отдыха с семьёй на летнем курорте. Его отец привёз книги о недавно открытых рентгеновских лучах . Первые фотографии костей человеческой руки из этих книг произвели на Фаянса большое впечатление.
Тем временем политическая ситуация в Польше стала ухудшаться. Даже на университетском уровне все предметы должны были преподаваться на русском языке, и приём еврейских студентов был ограничен. Поэтому Фаянс решил покинуть Польшу. С одобрения отца он решил поступить в Лейпцигский университет, намереваясь изучать биологию. Но вскоре ему понравилась химия, и к биологии он потерял интерес. Вероятно, это случилось в том числе из-за того, среди его преподавателей был знаменитый Вильгельм Оствальд, который в университете занимал должность профессора химии.
Научная атмосфера на факультете в Лейпциге оказалась очень мотивирующей, и Фаянс старался посетить столько семинаров, сколько возможно. Даже несмотря на то, что он не понимал многого на этих семинарах, он ценил возможность встретиться с выдающимися учёными.
Оствальд ушёл на пенсию в 1907 году. Это, в свою очередь, привело к уходу других известных преподавателей, в том числе М. Боденштейна и Р. Лютера. В том же году Фаянс переехал в Гейдельберг, где учился у Георга Бредига. Этот учёный интересовался катализом, новой областью на границе между физической и органической химией, что соответствовало интересам Фаянса. В результате совместной работы с Бредигом Фаянс получил степень доктора философии и был удостоен премии Виктора Мейера в октябре 1909 года. Именно во время своего последнего семестра в Гейдельберге Фаянс познакомился с Саломеей Каплан, студенткой-медиком, на которой он вскоре женился.
Фаянс чувствовал нехватку знаний в области органической химии, поэтому он решил продолжить работу в данной области, чтобы использовать полученные знания в области физической химии. Он подал заявку на постдокторантуру к Эмилю Фишеру. У Фишера не было вакансий в лаборатории, поэтому Фаянс начал работу с Ричардом Иллстатером в Цюрихе. Вскоре Фаянс разочаровался в органической химии. Он обнаружил, что ему не нравится высокая степень эмпиризма, преобладавшая в то время в органической химии. Поэтому Фаянс пришёл к выводу, что его областью изучения должна быть не органическая, а физическая химия. Поэтому он решил подать заявку на должность аспиранта в лаборатории Резерфорда в Манчестере. Перед отъездом в Англию Фаянс и Саломея Каплан поженились.
Резерфорд обладал способностью использовать очень простые эксперименты для достижения важных результатов. Без сомнения, восхищение Фаянса этим выдающимся учёным и его методами работы повлияло на его собственную будущую методологию в изучении атомов, молекул, жидкостей и твёрдых тел.
Предполагалось, что Фаянс вернётся в Гейдельберг после того, как закончит работу в Манчестере. Однако его наставник по докторантуре Бредиг последовал за Фрицем Габером в Карлсруэ и в 1911 году пригласил Фаянса присоединиться к нему в качестве главного ассистента. Приглашение было принято. Но в Карлсруэ не было медицинской школы, в которой Саломея могла бы закончить своё обучение, поэтому она осталась в Манчестере, а Фаянс периодически к ней приезжал.
Вместе со своими студентами в Карлсруэ Фаянс смог добиться больших успехов в развитии радиохимии. Прочитав правило Лукаса-Лерха о радиоактивном распаде (правило о том, что все элементы, испускающие излучение, становятся более благородными), Фаянс сказал, что это не может быть правдой. В конце 1912 года Фаянс сделал утверждение, что только бета-распад ведёт к образованию более благородного элемента. Это, в свою очередь, привело к открытию знаменитого закона радиоактивных смещений.
С помощью закона смещения Фаянс обнаружил (совместно с Герингом) элемент с номером 91 в форме одного из его короткоживущих изотопов, который был назван бревиумом. К сожалению, именно Отто Гану и Лизе Мейтнер обычно приписывают заслугу открытия этого элемента (протактиния). Они совершили это открытие пять лет спустя после Фаянса, основываясь на его исследованиях.
Фаянс открыл ещё одно важное правило в радиохимии. Это была взаимосвязь между атомной массой и стабильностью радиоактивных изотопов (или членов плеяды, как первоначально называл такие группы Фаянс).  Это правило начало приобретать значение только в 1940-х годах с развитием ядерной физики.
С началом Первой мировой войны в 1914 году положение в Карлсруэ изменилось к худшему. Большинству студентов пришлось уйти из университета. Фаянсу, русскому подданному, не разрешалось преподавать, только работать в лаборатории. Каждый день он должен был отмечаться в полицейском участке.
Перед окончанием войны Польша стала независимой страной, и у Фаянса была некоторая надежда получить место в Варшавском университете, однако этого не случилось. Нернст в Берлине выразил заинтересованность в том, чтобы Фаянс присоединился к нему, но вскоре появилось другое предложение, и Фаянс по приглашению Вильштеттера вместо Берлина отправился в Мюнхенский университет. Рихард Вильштеттер, пришедший на смену Адольфу фон Байеру, признавал важность физической химии, поэтому в 1917 году он предложил Фаянсу должность в университете.
По прибытии в Мюнхен Фаянс вместо радиохимии занялся исследованием факторов, определяющих химические связи и свойства атомов и молекул в твёрдом, жидком и газообразном состояниях. Можно сказать, что здесь началась карьера Фаянса в области физической химии. К работе в радиохимии он вернулся только почти 20 лет спустя после отъезда из Германии.
В 1928 году Фаянс опубликовал свои идеи о важности взаимной поляризации анионов и катионов. Это стало постоянной темой его исследований на протяжении всей его оставшейся карьеры. К популярной тогда теории об аддитивности ионных радиусов Фаянс относился с нескрываемым презрением.
Лекции Фаянса в Корнельском университете в 1930 году и их последующая публикация позволили американской аудитории подробнее ознакомиться с его работами. В то же время Фаянс получил радостную новость о том, что Фонд Рокфеллера решил финансировать новый Институт физической химии в Мюнхене с Фаянсом в качестве директора. Он был построен в 1932 году и состоял из прекрасно оборудованного трёхэтажного здания с террасой на крыше для приёма гостей и проведения послеобеденных лабораторных чаепитий.
К сожалению, Фаянсу не суждено было долго наслаждаться своим новым институтом. Возвышение Гитлера означало, что ему с семьёй рано или поздно придётся покинуть Мюнхен. Фонд Рокфеллера оптимистично полагал, что фашистский режим скоро падёт, и просил Фаянса терпеливо ждать. Однако новых учеников не появилось, и жене Фаянса пришлось помогать ему в лаборатории. Их знакомых помечали и отправляли в концентрационные лагеря. В 1934 году в немецком журнале физической химии Фаянс опубликовал одну из своих последних работ, написанных в Германии и в следующем году был вынужден покинуть эту страну.
Эдгар, старший сын Фаянса, родился в Манчестере, поэтому Фаянс мог получить английское гражданство. Он только что получил степень доктора философии во Франкфурте и смог поехать в Лондон, чтобы работать с  .Ф.Д. Доннаном. Юный Стефан, родившийся в Мюнхене, был отправлен в частную школу-интернат в Кембридже. Фаянсу только оставалось найти подходящую работу. Назначение на годичную стипендию в Кембридже позволило закончить некоторые его исследования. Перед отъездом из Мюнхена ему предложили должность профессора в Мичиганском университете, и в 1936 году Фаянс вместе со своей женой и младшим сыном прибыли в Анн-Арбор. 

### Жизнь в Америке
В отличие от Европы, в американских химических кругах относительно мало внимания уделялось теме ионной поляризации, которая была в центре внимания большей части работ Фаянса. Роль ионной поляризации в определении состояния, реакционной способности, растворимости и кристаллических структур элементов и соединений в значительной степени игнорировалась. Вместо этого для объяснения некоторых из тех же явлений широко использовались правила "соотношения радиусов", хотя у Фаянса результаты характеризации таких простых соединений, как галогениды цезия и таллия, никак не сочетались с этой теорией. Теория электронных пар-октетов, мезомерный эффект, резонанс и гибридизация были общенаучным языком и обеспечивали качественную унификацию всей химии. Однако американские исследователи часто не использовали данную терминологию в своих работах и подразумевали сомнительно высокую степень квантово-механического обоснования некоторых качественных утверждений.
Большинство первоначальных исследований Фаянса и его студентов в Мичигане были сосредоточены на радиохимии. Этому способствовал свободный доступ к циклотрону глубоко под землёй в здании физического факультета. Именно наличие циклотрона сыграло важную роль в решении Фаянса переехать в Мичиган.
В 1940 году также широко распространилось мнение, что он, как и Содди, Борн, Габер и Ган до него, получит Нобелевскую премию. Однако выдача премии была приостановлена в период с 1940 по 1942 год, и по неизвестным причинам он не получил её позже. Фаянс был кандидатом на включение в манхэттенский проект, но тот факт, что у него были ближайшие родственники в Польше, исключал это.
Электронные приборы, внедрённые в лабораторию радиохимии за 20 лет, прошедших с момента его предыдущих исследований, не были для него чем-то особенным, и его интерес к этой области вскоре угас.
Примерно через пять лет после прибытия Фаянса в Мичиган одним из его докторантов стал Теодор Берлин. Этот человек интересовался теоретической химией и физикой, и его сотрудничество с Фаянсом привело к последнему крупному вкладу Фаянса в физическую химию – квантовой теории химического связывания и структуры.
1945-1960 годы, вероятно, являются периодом наиболее плодотворной работы Фаянса в США, во многом в результате его сотрудничества с промышленным химическим сообществом. Его сотрудничество с 1944 по 1947 год с Фондом научных исследований стекла, который представлял компании стекольной промышленности, привело к написанию статьи в соавторстве с Норбертом Крейдлом по теории образования стекла. Это плодотворное сотрудничество в стекольной промышленности завершилось через четыре года после его создания по причинам антимонопольного законодательства.
Фаянс не рассматривал свою теорию квантикул как сложную количественную теорию связи и структуры. Но он был очень твёрд в убеждении, что превосходит широко используемые в то время качественные концепции теории валентных связей и в большей степени соответствует фундаментальной физической теории (включая квантовую механику).

В отличие от промышленного сообщества, американское академическое сообщество относилось к квантовой теории Фаянса в значительной степени враждебно или, в лучшем случае, безразлично. Как отметил Гурвич:
"Научное сообщество по большей части рассматривало эту теорию как ошибку великого учёного, как бесполезную попытку повернуть ход науки вспять. В лучшем случае теория квантикул была обойдена молчанием".
Одной из главных причин минимального влияния Фаянса на американское академическое общество было доминирование органической и металлоорганической химии в американских химических кругах и относительное пренебрежение классической химией твёрдого тела в том виде, в каком она была разработана в континентальной Европе после Первой мировой войны. Это привело к тому, что его американские коллеги не оценили и не поняли большую часть его новаторской работы по теме ионной поляризации.
Фаянс был неудовлетворён тем, что он, в отличие от многих своих коллег по радиохимии, не получил Нобелевской премии. Возможно, Нобелевская премия Одду Хасселю, который был ассистентом Фаянса в Мюнхене, также огорчила его, ведь он не считал его одним из своих выдающихся учеников. Конечно, Фаянсу трудно было принять и награду Полингу, с которым он так часто не соглашался в теории химической связи.
После года академического отпуска Фаянс стал почётным профессором в 1957 году. После выхода на пенсию он продолжал активно писать статьи об ионной поляризации и квантовой теории до начала 1970-х годов. 18 мая 1975 года Фаянс умер из-за проблем с сердцем и почками. Его жена Саломея поддерживала контакты со многими его бывшими учениками и друзьями вплоть до своей смерти в 1982 году.

## Научные исследования

### Органическая химия
Фаянс написал докторскую диссертацию в Гейдельберге на тему «Частичное разделение стереохимических изомеров асимметричным катализом». Его открытие в ходе этой работы направленного декарбоксилирования камфорной кислоты стало первым применением синтетического соединения для имитации стереоспецифических каталитических свойств ферментов.

### Радиохимия
В Манчестере работа Фаянса включала открытие разветвления в превращениях радиоэлементов и измерение периодов полураспада порядка 10-1 и 10-3 секунд и привела к совместным публикациям с Мозли и Маковером.
Фаянс одним из первых пришёл к убеждению, что атомный вес элемента не является фундаментальной константой, как считали многие. Вместе с Ламбертом и Ричардсом он определил атомный вес свинца, полученного из радиоактивных минералов и сравнил с весом обычного свинца. Результат оказался следующим: свинец из нового образца руды имел меньший атомный вес, 206,5, против 207,2 для обычного свинца. Правила совместного осаждения мельчайших концентраций радиоэлементов также были сформулированы Фаянсом и П. Беером. Они были подтверждены Фрицем Панетом и дополнены Фаянсом и его коллегами, а также Отто Ханом в период с 1913 по 1926 год.

### Термохимия
Одним из первых плодов работы Фаянса по физхимии стало экспериментальное доказательство того, что следует правильно называть термохимическим циклом Борна-Фаянса-Габера. Исследование было опубликовано в 1919 году. Термохимические исследования Фаянса также распространялись на алмаз, графит, алифатические и ароматические соединения.

### Поляризация ионов и теория "квантикул"
Ещё в 1920 году Фаянс и Х. Гримм в результате изучения галогенидов натрия и калия признали ошибочность присвоения ионам постоянных радиусов. К 1923 году, основываясь на дальнейшей работе с Георгом Йосом, он предложил зависимость анионного радиуса от поляризующего эффекта катиона. Фаянс излагал и практиковал форму теории кристаллического поля за десятилетия до того, как она была применена к d-d спектроскопическим переходам. Уже в 1925 году Фаянс предсказал, что NaF (а не CsF, как написал Коулсон) окажется наиболее полярным из галогенидов щелочных металлов, и 38 лет спустя это было экспериментально подтверждено канадскими исследователями.
Другие исследования Фаянса во время работы в Мюнхене касались фотохимии, поглощения красителей, обширных рефрактометрических исследований.
Термин квантикул был публично введён в работах Фаянса и Берлина на весеннем заседании Американского Химического Общества в Детройте в 1943 году. Фаянс и Берлин предложили его в качестве величины, наиболее точно описывающей теорию "групп электронов, квантованных по отношению к одному или нескольким положительным зарядам или ядрам". Таким образом, квантикул катиона натрия был представлен в виде уже знакомого нам Na1+ в качестве допустимого сокращения для (Na11+)1228, а Cl1- - для часто встречающегося квантикула аргоноподобного аниона (Cl17+)122838 . Электроны двуядерного квантикула были идентифицированы римскими цифрами I, II, как в N2= N5+(I2II8)N5+, чтобы отличить их от знакомых квантовых чисел Бора и Ханда-Малликена. Теория, появившаяся благодаря длительному изучению Фаянсом поляризации и деформации ионов и сравнения молекул, таких как H2 и Li2, использовала концепции непрерывных и прерывистых изменений в распределении электронов во время образования молекул, что приводило к изменению квантования плотности электронов относительно положительно заряженных ядер.
В 1951 году была опубликована статья, обобщающая работу Фаянса и Берлина по квантикулам. В статье говорилось о гомоядерных и гетероядерных молекулах и о наличии областей связывания и антисвязывания в пространстве между ядрами. В работе также была подтверждена обоснованность теоремы Гельмана-Фейнмана, которая ранее подвергалась нападкам со стороны Коулсона и других учёных.
Фаянс и Стивен Барбер провели исследование стёкол из оксида бора. Их результаты были опубликованы в 1952 году. В статье говорилось о неадекватности сетевой теории при характеристике состояний стёкол при низких и умеренных температурах. Была предложена молекулярная структура со слабыми связями, которые постепенно усиливались при более высоких температурах. Фаянс и Стивен Барбер высказали предположение, что оксид бора в некоторых случаях ведёт себя так, как если бы он имел структуру, аналогичную структуре P4O10. Хотя Джей Ди Маккензи и другие учёные не согласились с этой противоречивой интерпретацией, Фаянс и Барбер нашли себе сторонников, в том числе Н.Н. Соболева и его коллег в России.

## Увлечения
- Фаянс был любителем спорта. В юношестве он катался на велосипеде (тогда это было в новинку), часто путешествовал пешком по сельской местности и горам. Также он любил играть в теннис и занимался этим вплоть до выхода на пенсию.

- Фаянс любил посещать театр и оперу.

## Семья
Отец, Герман Фаянс, красивый, доброжелательный и всеми любимый, был успешным бизнесменом, представлявшим крупную текстильную фирму Geiers. Такая деятельность заставила отца осознать вклад химии в технологию окрашивания. Понятно, что он очень хотел, чтобы его сын продолжил изучать химию красителей и устроился на работу на текстильную фабрику. Фаянс, однако, больше интересовался чистой наукой, чем технологией. Учителем физики в средней школе у отца Фаянса был отец Марии Склодовской-Кюри.
У Казимира Фаянса было два сына: Эдгар и Алан. Эдгар Фаянс, сделав карьеру в British Borax, после смерти отца переехал в Соединённые Штаты Америки и стал руководителем исследовательского подразделения компании American Potash, а затем Imperial Chemical Industries. Стефан Фаянс получил степень доктора медицины в Мичигане, а затем в Мичиганском Университете стал профессором внутренней медицины и начальником отдела эндокринологии и метаболизма, специализирующегося на изучении диабета. Он стал почётным профессором в 1988 году.

## Награды
- Степень доктора философии за исследования стереоселективного синтеза хиральных соединений в 1909 году
- Премия Виктора Мейера в 1909 году
- Почётный профессор Мичиганского университета в 1957 году
- Иностранный член-корреспондент АН СССР (с 1924).

## Преподавание
Фаянс требовал от студентов критически относиться к объяснению химических явлений. Он скептически относился к методам преподавания, на тот момент существовавших в США. Он не мог понять, как студент мог окончить среднюю школу, не изучив физику, предмет, который он считал даже более важным, чем химия.
Фаянс не придерживался конкретной программы обучения, и его лекции изобиловали отступлениями. Поэтому студентам, только начинающим изучать химические дисциплины, было трудно усваивать материал. Несмотря на это, лекции Фаянса давали возможность изучить материал на более глубоком уровне. Кроме того, дверь его кабинета всегда была открыта для любого студента.
Фаянс был хорошим лектором, поэтому его приглашали читать лекции в различных университетах: Колумбийском университете, Гарварде, Йеле, Принстоне, Чикаго и других университетах США.

## Современники
Коллеги в Манчестере: Дж. Чедвик, К. Г. Дарвин, Г. фон Хевеши, Г. Н. Антонов, У. Маковер и Х. Г. Мозли.
Коллеги в Мюнхене: В. Рентген, профессор экспериментальной физики; А. Зоммерфельд, профессор теоретической физики; П. Грот, профессор минералогии и кристаллографии; О. Хенигшмидт, профессор аналитической химии.

## Личные качества
Критика Фаянса в адрес его коллег-учёных порождала растущее отчуждение к нему в научном обществе. С редакторами американских журналов у Фаянса также не было хороших отношений. Одни редакторы не понимали концепций Фаянса, а другие не хотели позволять его взглядам раскачивать лодку устоявшихся научных концепций. Даже ключевая статья Берлина в 1951 году, прежде чем была опубликована, получила несколько отказов. Участие Фаянса в рецензировании опубликованных книг перерастало в соперничество между ним и редактором.
Фаянс непреклонно относился к форме, длине и содержанию статей. Уильям Киффер, редактор в Журнале химического образования, однажды заинтересовался публикацией несколько более короткого варианта немецкой статьи Фаянса, которая появилась в журнале Chimia. Эта была прекрасная возможность для Фаянса получить более широкое распространение его взглядов, но он категорически отказался от каких-либо сокращений, и статья не была опубликована.
По мере приближения выхода на пенсию присутствие Фаянса на семинарах по физической химии становилось всё более невыносимым. Он был склонен прерывать и задавать вопросы оратору в любой момент. Его агрессивная критика подавляла свободную дискуссию.
Фаянс требовал экспериментальной работы, которая не ставила бы под угрозу полученные выводы. Своим студентам он приводил в пример данные, предположительно обладающие высокой точностью, но которые не являлись таковыми на самом деле из-за использования нечистых реактивов. Он постоянно искал более надёжные источники экспериментальных данных, необходимых для проверки его результатов, и, когда данные противоречили им, был готов признать свою ошибку. Его знания научной литературы, касающейся его области интересов, были энциклопедическими, к большому ужасу тех, кто ожидал найти его менее осведомлённым. 

## Память
"Премия Казимира Фаянса" за выдающуюся докторскую диссертацию по химии была учреждена в Мичиганском университете в 1956 году в его честь.